# Cigombong (plaats)
Cigombong is een bestuurslaag in het regentschap Bogor van de provincie West-Java, Indonesië. Cigombong telt 9842 inwoners (volkstelling 2010).